# Поликристалл

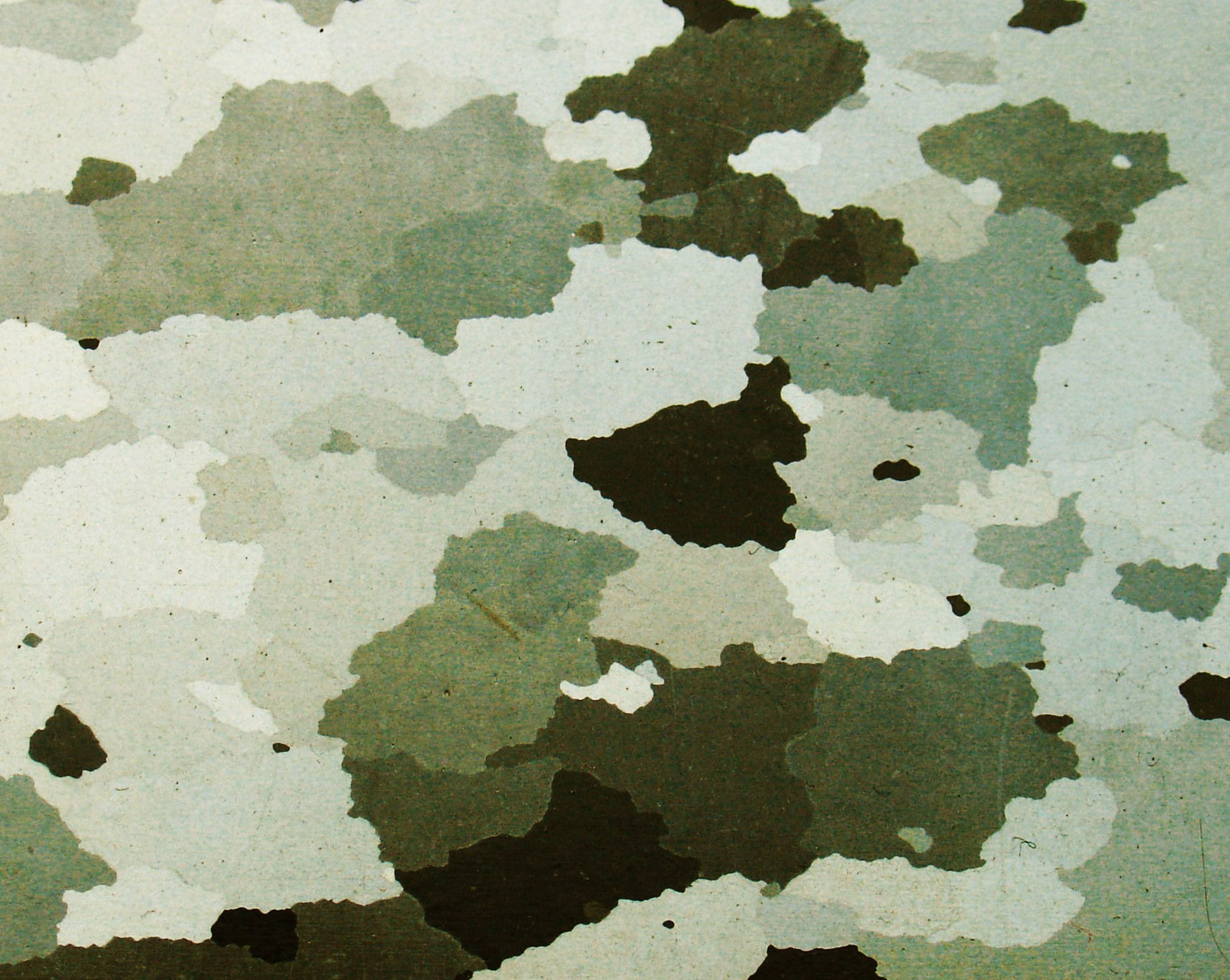
Фотография электротехнической стали, показывающая пример структуры поликристалла

Поликристалл — агрегат кристаллов какого-либо вещества (в противоположность монокристаллу— отдельному кристаллу). Составляющие поликристалл кристаллы из-за неправильной формы называют кристаллическими зёрнами или кристаллитами. Поликристаллами являются многие естественные и искусственные материалы (минералы, металлы, сплавы, керамики и др.).

## Свойства и получение
Свойства поликристаллов обусловлены свойствами составляющих его кристаллических зёрен, их средним размером (который колеблется от 1—2 мкм до нескольких мм, а в некоторых случаях до нескольких метров), кристаллографической ориентацией зёрен и строением межзёренных границ. Если зёрна ориентированы хаотически, а их размеры малы по сравнению с размером поликристалла, то в поликристалле не проявляется анизотропия физических свойств, характерная для монокристаллов. Если в поликристалле есть преимущественная кристаллографическая ориентация зёрен, то он является текстурированным и обладает анизотропией свойств. Наличие границ зёрен существенно сказывается на физических, особенно механических, свойствах поликристаллов, так как на границах происходит рассеяние электронов проводимости, фононов, торможение дислокаций и др.
Поликристаллы образуются при кристаллизации, полиморфных превращениях и в результате спекания кристаллических порошков. Поликристалл менее стабилен, чем монокристалл, поэтому при длительном отжиге поликристалла происходит рекристаллизация (преимущественный рост отдельных зёрен за счёт других), приводящая к образованию крупных кристаллических блоков.